# Pietro del Pò

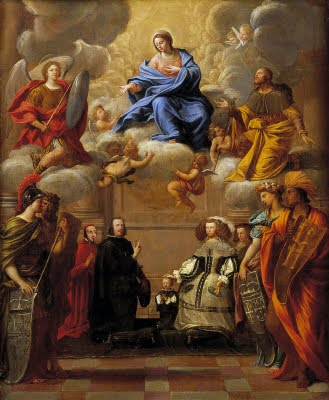
Apoteosis de la Virgen con Felipe IV, Mariana de Austria, el príncipe Carlos y Pascual de Aragón, óleo sobre cobre, 20 x 25 cm, Catedral de Toledo.

Pietro del Pò (Palermo, 1610-Nápoles, 1693) fue un grabador y pintor barroco italiano.

## Biografía
Nacido en Palermo, debió de formarse en contacto con Pietro Novelli il Monrealese y, en cualquier caso, la primera obra conocida de Del Pò es un grabado del arco triunfal alzado para la entrada en Palermo del virrey Enríquez de Cabrera en 1641 sobre un dibujo de Novelli. En 1645 se le documenta en Nápoles aunque por poco tiempo pues en 1647 debía de encontrarse ya en la Ciudad Eterna. De 1651 a 1683 su presencia en Roma está bien documentada en los archivos parroquiales y en la Academia de San Lucas, de la que en 1668 fue elegido príncipe aunque renunciaría al cargo. En 1652 se asoció también a la congregación dei virtuosi al Pantheon. En mayo de 1683, posiblemente tras una breve estancia en Palermo, se estableció en Nápoles donde habría fallecido a finales de 1693, cuando lo menciona todavía un documento, o después.
Mejor conocido como grabador al aguafuerte y buril que como pintor, son numerosos los grabados que abrió a partir de cuadros de pintores clasicistas como Annibale Carracci, Domenichino o  Nicolas Poussin. En sus últimos años asoció en esa tarea a sus hijos Giacomo y Teresa. Por el contrario, de su trabajo como pintor las antiguas biografías citaban únicamente una obra pública en Roma: un desaparecido San León Magno donado a la iglesia de los sicilianos. Algunas obras de pequeño formato pintó según Pascoli para particulares, entre ellos varios de los embajadores españoles en Roma, responsables de la llegada a España de al menos dos series de pinturas sobre láminas de cobre.

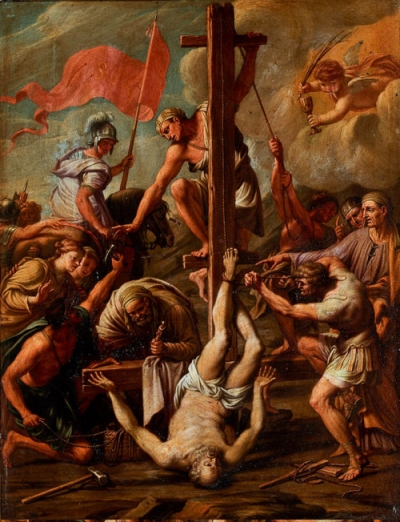
Crucifixión de san Pedro, óleo sobre cobre, firmado «Petrus del Po inv. et fecit». Piacenza, Galleria Albinoni.

Por encargo del embajador español en Roma, cardenal Pascual de Aragón, pintó hacia 1662 una serie de 19 pequeños cobres dedicada a la vida de la Virgen, que el mismo cardenal legaría más adelante a la catedral de Toledo tras su nombramiento como arzobispo de la sede primada en 1666. Guardada en el Camarín de la Virgen, la serie concluye con los santos toledanos Leocadia e Ildefonso y una Apoteosis de la Virgen en presencia del rey Felipe IV y su familia, el cardenal Aragón y las alegorías de los cuatro continentes a los que alcanzaba el poder de la monarquía hispánica. Al abandonar Roma el cardenal Aragón recomendó al pintor a su hermano Pedro Antonio de Aragón, que le sucedió en la embajada española en Roma y más tarde también como virrey de Nápoles. Por su mediación Del Po participó en el proyecto del catafalco elevado en la iglesia de Santiago de los Españoles a la muerte de Felipe IV y, según Lione Pascoli, el embajador le consultó acerca del palacio que meditaba construirse en España, pues era «d’ingegneria, e d’archittetura assai inteligente».
Una segunda serie de cuatro cobres dedicados a la vida de Jesús (Cristo entre los doctores, La expulsión de los mercaderes del templo, Cristo y la mujer adultera y la Entrada en Jerusalén) guarda la iglesia parroquial de San Eutropio de El Espinar (Segovia), a donde llegaron por vía ignorada. La influencia del clasicismo boloñés a través de Domenichino es manifiesta en estos pequeños cobres espinariegos, firmados dos de ellos, como lo es también en los restantes óleos conocidos de esta etapa romana: un Bautismo de Constantino (Viena, Kunsthistorisches Museum) y los martirios de San Pedro y San Pablo (Piacenza, colegio Alberoni).
En Nápoles, a donde pudo desplazarse siguiendo al marqués del Carpio pintó las enjutas de la cúpula de la iglesia de Santa Maria Regina Coeli y se encargó de la decoración de la capilla del Castel Nuovo, con la colaboración de su hijo Giacomo.